# Deutscher Verein für Kunst und Wissenschaft London

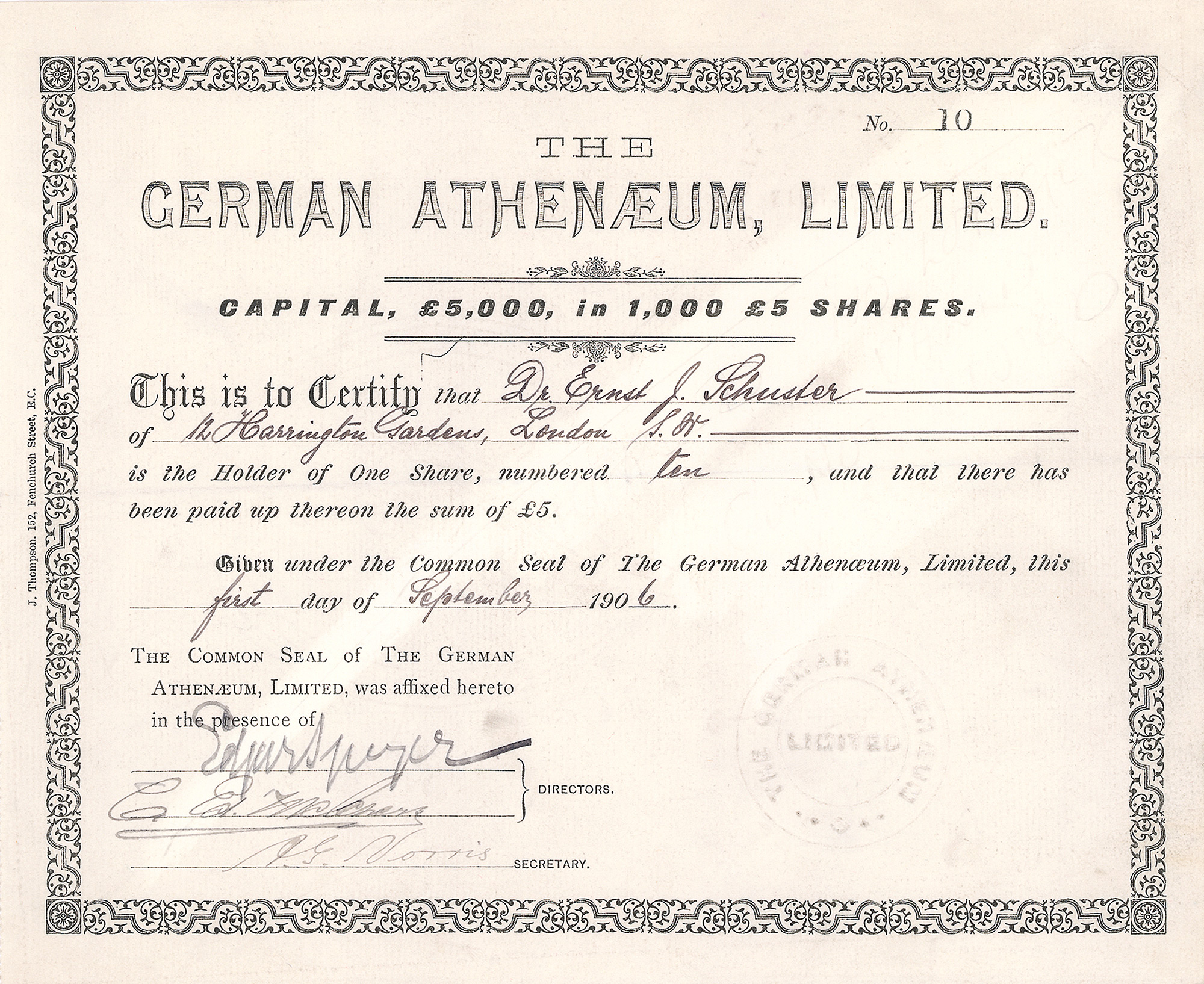
Anteilsschein aus dem Jahr 1906

Der Deutsche Verein für Kunst und Wissenschaft, London (auch: Deutsches Athenäum London) wurde 1869 von deutschen Künstlern und Literaten unter maßgeblicher Beteiligung von Gottfried Kinkel gegründet. Es handelte sich um einen elitären Zusammenschluss von Deutschen in London, die der mittleren bis oberen Gesellschaftsschicht angehörten. Dies spiegelt sich in den für die Zeit recht hohen Mitgliedschaftsbeiträgen wider: Nach einer einmaligen Beitrittszahlung von zunächst 15 Guineen zahlten Wissenschaftler, Künstler und Autoren 4 Guineen jährlich, alle sonstigen Mitglieder aber 6 Guineen pro Jahr. Später wurde die Mitgliedschaft durch den Ankauf eines Anteilsscheins erworben, von denen insgesamt 1.000 Stück im Nennwert von je £5 ausgegeben wurden.
Um die Jahrhundertwende hatte der Verein rund 430 Mitglieder, die bis 1910 auf knapp 600 anwuchsen. Zum Aufbau von Beziehungsnetzen wurden regelmäßig Vorträge, Konzerte, Ausstellungen und dergleichen veranstaltet. Diese fanden in den Klubräumen des Vereins statt, die sich zunächst in 93 Mortimer Street befanden und ab etwa 1908 in 19 Stratford Place zu finden waren.
Aufgrund starker antideutscher Stimmung, die durch den Beginn des Ersten Weltkriegs aufkam, musste das Klubhaus im September 1914 geschlossen werden. Aufgelöst wurde der Verein laut The Times auf eigene Initiative am 24. Oktober 1914. Die Streichung aus dem Polizeiregister erfolgte kurz darauf.